# Чалмерс (Індіана)
Чалмерс (англ. Chalmers) — місто (англ. town) в США, в окрузі Вайт штату Індіана. Населення — 523 особи (2020).

## Географія
Чалмерс розташований за координатами 40°39′45″ пн. ш. 86°52′3″ зх. д. / 40.66250° пн. ш. 86.86750° зх. д. (40.662587, -86.867579).  За даними Бюро перепису населення США в 2010 році місто мало площу 0,64 км², уся площа — суходіл. В 2017 році площа становила 0,70 км², уся площа — суходіл.

## Демографія
Згідно з переписом 2010 року, у місті мешкало 508 осіб у 203 домогосподарствах у складі 137 родин. Густота населення становила 789 осіб/км².  Було 226 помешкань (351/км²).
Расовий склад населення:
| - 97,0 % — білих - 0,2 % — азіатів - 1,8 % — осіб інших рас |

До двох чи більше рас належало 1,0 %. Частка іспаномовних становила 2,2 % від усіх жителів.
За віковим діапазоном населення розподілялося таким чином: 25,0 % — особи молодші 18 років, 61,8 % — особи у віці 18—64 років, 13,2 % — особи у віці 65 років та старші. Медіана віку мешканця становила 40,1 року. На 100 осіб жіночої статі у місті припадало 96,1 чоловіків;  на 100 жінок у віці від 18 років та старших — 90,5 чоловіків також старших 18 років.
Середній дохід на одне домашнє господарство  становив 53 144 долари США (медіана — 53 750), а середній дохід на одну сім'ю — 64 468 доларів (медіана — 58 889). За межею бідності перебувало 5,4 % осіб, у тому числі 4,8 % дітей у віці до 18 років та 0,0 % осіб у віці 65 років та старших.
Цивільне працевлаштоване населення становило 226 осіб. Основні галузі зайнятості: виробництво — 24,3 %, освіта, охорона здоров'я та соціальна допомога — 19,0 %, транспорт — 13,7 %, роздрібна торгівля — 9,3 %.